# Erik van der Ven
Erik van der Ven (Schaijk, 15 februari 1984) is een Nederlands voormalig voetballer die als middenvelder speelde. In 2014 begon hij aan zijn trainersloopbaan. Laatstelijk was hij coach van FC Den Bosch.

## Spelerscarrière
Van der Ven begon bij DAW uit Schaijk en speelde van 1996 tot 2002 in de jeugd van PSV. De middenvelder speelde voor RC Genk, Helmond Sport, TOP Oss en FC Emmen. Van 2011 tot 2013 kwam hij uit voor De Treffers en in het seizoen 2013/14 voor HSC '21.

## Trainerscarrière
In 2014 werd hij samen met Theo van Cleef trainer van SV TOP en sinds november van dat jaar zelfstandig. Ook ging hij aan de slag als jeugdtrainer bij Brabant United (samenwerking van FC Den Bosch en RKC Waalwijk). In januari 2015 werd hij, naast zijn functie bij TOP, assistent-trainer bij FC Den Bosch. Medio 2015 stopte hij bij SV TOP. In april 2019 werd Van der Ven ad-interim hoofdtrainer van FC Den Bosch na het ontslag van Wil Boessen. In augustus 2019 werd hij vast aangesteld als hoofdtrainer van FC Den Bosch. Op 16 januari 2021 gingen Van der Ven en Den Bosch uit elkaar: de vorige dag had Den Bosch met 4-0 van Helmond Sport verloren. Eerder in de week was al duidelijk geworden dat zijn dienstverband bij Den Bosch, dat op dat moment gedeeld laatste stond in de Keuken Kampioen Divisie, aan het einde van het seizoen niet verlengd zou worden.

## Clubstatistieken
| Seizoen | Club          | Duels | Goals | Competitie              |
| ------- | ------------- | ----- | ----- | ----------------------- |
| 2003/04 | RC Genk       | 4     | 1     | Jupiler League (België) |
| 2004/05 | Helmond Sport | 35    | 4     | Eerste divisie          |
| 2005/06 | Helmond Sport | 30    | 3     | Eerste divisie          |
| 2006/07 | Helmond Sport | 27    | 0     | Eerste divisie          |
| 2007/08 | TOP Oss       | 33    | 3     | Eerste divisie          |
| 2008/09 | TOP Oss       | 28    | 1     | Eerste divisie          |
| 2009/10 | FC Emmen      | 22    | 1     | Eerste divisie          |
| 2010/11 | FC Emmen      | 0     | 0     | Eerste divisie          |
| Totaal  | Totaal        | 179   | 13    |                         |